# Lance Deal
Lance Deal (Estados Unidos, 21 de agosto de 1961) es un atleta estadounidense retirado, especializado en la prueba de lanzamiento de martillo en la que llegó a ser subcampeón olímpico en 1996.

## Carrera deportiva
En los JJ. OO. de Atlanta 1996 ganó la medalla de plata en el lanzamiento de martillo, con una marca de 81.12 metros, siendo superado por el húngaro Balázs Kiss (oro con 81.24 m) y por delante del Oleksandr Krykun (bronce con 80.02 m).